# Chunzachskij rajon
Il Chunzachskij rajon (in russo Хунзахский район?) è un distretto municipale del Daghestan, situato nel Caucaso.